# Julieta Paredes
Julieta Paredes (née vers 1967 à La Paz) est une artiste et militante féministe et décoloniale bolivienne.
En 1992, elle est à l'origine de la fondation du collectif Mujeres Creando.